# لمين بوغرارة
ليمين بوغرارة (ليمين بوغرارة؛ من مواليد 12 يناير 1971) هو لاعب كرة قدم جزائري سابق يشغل حاليًا منصب مدرب نجم مقرة في الرابطة الجزائرية المحترفة الأولى. لعب كحارس مرمى مع عدة أندية جزائرية، أبرزها شبيبة القبائل وأمل عين مليلة، كما مثل منتخب الجزائر لكرة القدم في 8 مباريات دولية خلال الفترة من 2000 إلى 2001.

## المسيرة الدولية
شارك بوغرارة مع المنتخب الجزائري في عدة مباريات دولية، وكان ضمن قائمة الخضر المشاركة في كأس الأمم الأفريقية 2000 التي أقيمت في غانا ونيجيريا.

## المسيرة التدريبية
بعد اعتزاله اللعب، انتقل بوغرارة إلى مجال التدريب، وبدأ مسيرته كمدرب لحراس المرمى في شبيبة القبائل، ثم تولى تدريب عدد من الأندية الجزائرية من بينها دفاع تاجنانت، شبيبة الساورة، اتحاد بلعباس، نصر حسين داي، شباب قسنطينة، ونجم مقرة الذي تولى تدريبه في فبراير 2024.

## محطات تدريبية بارزة
برز بوغرارة كمدرب من خلال تجربته الناجحة مع دفاع تاجنانت بين عامي 2014 و2017، حيث قاد الفريق إلى نتائج مميزة ساهمت في بقائه ضمن فرق النخبة، كما حظي بإشادة جماهيرية بسبب أسلوبه في الانضباط التكتيكي وإدارته المتزنة لغرفة الملابس.
وفي عام 2023، عُيِّن بوغرارة مدربًا لنادي شباب قسنطينة، أحد أبرز الأندية الجزائرية، حيث قاد الفريق لفترة قصيرة خلال الموسم قبل أن يغادر بسبب اختلاف في الرؤية مع الإدارة الفنية، وفقًا لتقارير إعلامية محلية.

## إنجازات

### مع الأندية
شبيبة القبائل
- الرابطة الجزائرية المحترفة الأولى: عدة مواسم بين 1998 و2003

## روابط خارجية
- لمين بوغرارة على فرق كرة القدم الوطنية.كوم
- لمين بوغرارة في موقع كرة القدم العالمية.نت